# Mladen Bratić
Mladen Bratić (en serbio: Младен Братић) fue un comandante de guerra serbio durante la batalla de Vukovar, con el rango de mayor general.
Bratić fue muerto en la batalla cuando su tanque fue alcanzado por un obús croata, pero la ventaja del JNA en artillería y cohetes permitió frenar el avance de Croacia e infligir grandes bajas.